# Ramelteona
Ramelteona (Rozerem da Farmacêutica Takeda) é um fármaco agonista potente dos receptores MT1 e MT2  usado no tratamento da insônia.É comercializado no Japão e Estados Unidos.Foi aprovado para a comercialização no Brasil em junho de 2017 pela ANVISA. 